# Qaisar Bagh
Qaisarbagh ( Hindi : क़ैसरबाग़, Urdu : قيصر باغ,  "il giardino dell'imperatore"), scritto anche Qaisar Bagh, Qaiserbagh, Kaisarbagh o Kaiserbagh, è un complesso architettonico nella città di Lucknow, situato nella regione storica di Awadh dell'India. Fu costruito da Wajid Ali Shah (1847-1856), l'ultimo Nawab di Awadh.
Il giornalista irlandese William Howard Russell scrisse un classico racconto del saccheggio del Qaisar Bagh nel 1858 da parte di un contingente di truppe britanniche ubriache nel corso della Prima guerra d'indipendenza indiana.

## Galleria d'immagini

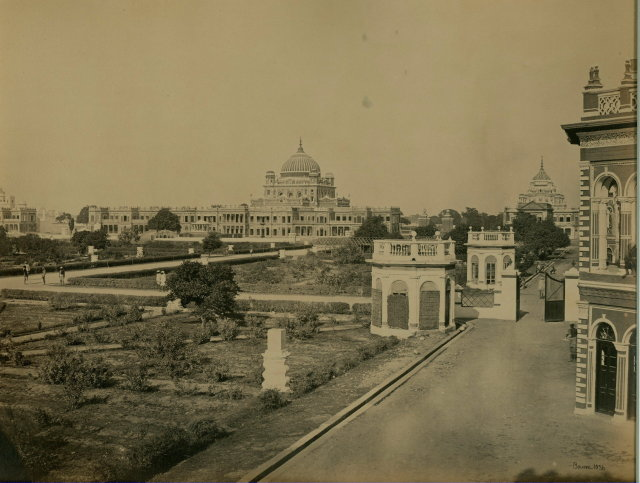
Qaisarbagh, Lucknow, 1866 ca.
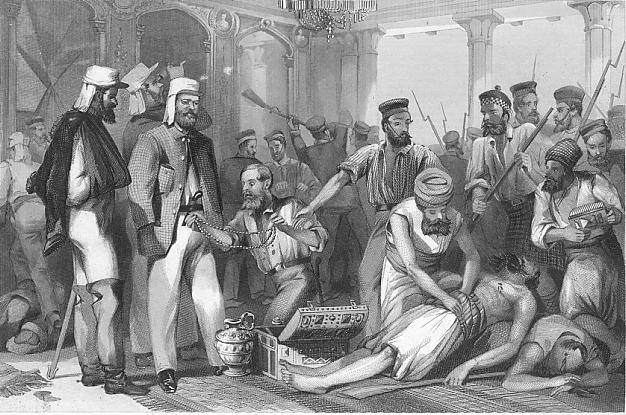
Soldati britannici che saccheggiano Qaisar Bagh, Lucknow, dopo la sua riconquista (incisione su acciaio, fine 1850).